# 愛人 (漫画)
『愛人』（あいじん）は双葉社の『別冊漫画アクション』に1983年から1991年まで連載されていた柳沢きみお著者の青年漫画（ただし漫画の内容から壮年層向け）作品。単行本は全8巻刊行。

## 作品概要
3部作と番外編（単行本では、PART3とも書かれている）がある。
PART1（第1部）にあたる、団塊の世代の平凡なサラリーマン木村武と、武と愛人バンクで愛人契約を結んだ女子大生若狭真理との関係をおもに描いた1から3巻。
PART2（第2部）の、火災保険員久保と、久保の部下の妻奥平今日子の不倫関係を描いた4から6巻。
PART3（第3部）の（番外編ではない）、銀行員本城と女子高生果歩との奇妙な愛人関係を描いた7・8巻とある。

## 登場人物

### PART1
木村 武（きむら たけし）

若狭 真理（わかさ まり）

### PART2
久保（くぼ）

奥平 今日子（おくひら きょうこ）

奥平 保雄（おくひら やすお）

### 番外編（一枚の写真）
池島 貴子（いけじま? たかこ）

真屋 真奈子（まや まなこ）

池島 則夫（いけじま? のりお）

### PART3
本城（ほんじょう）

果歩（かほ）

南川（みなみかわ）

宮前（みやまえ）

## 実写作品
『愛人 A LOVER』のタイトルで1992年にオリジナルビデオが制作。
- 監督:小林要
- 脚本:平野美枝
- 撮影:佐々木原保志
- 音楽:寺田十三夫

- 出演:細川直美、相沢なほこ、上杉祥三、大信田礼子